# Hypolimnus pedderensis

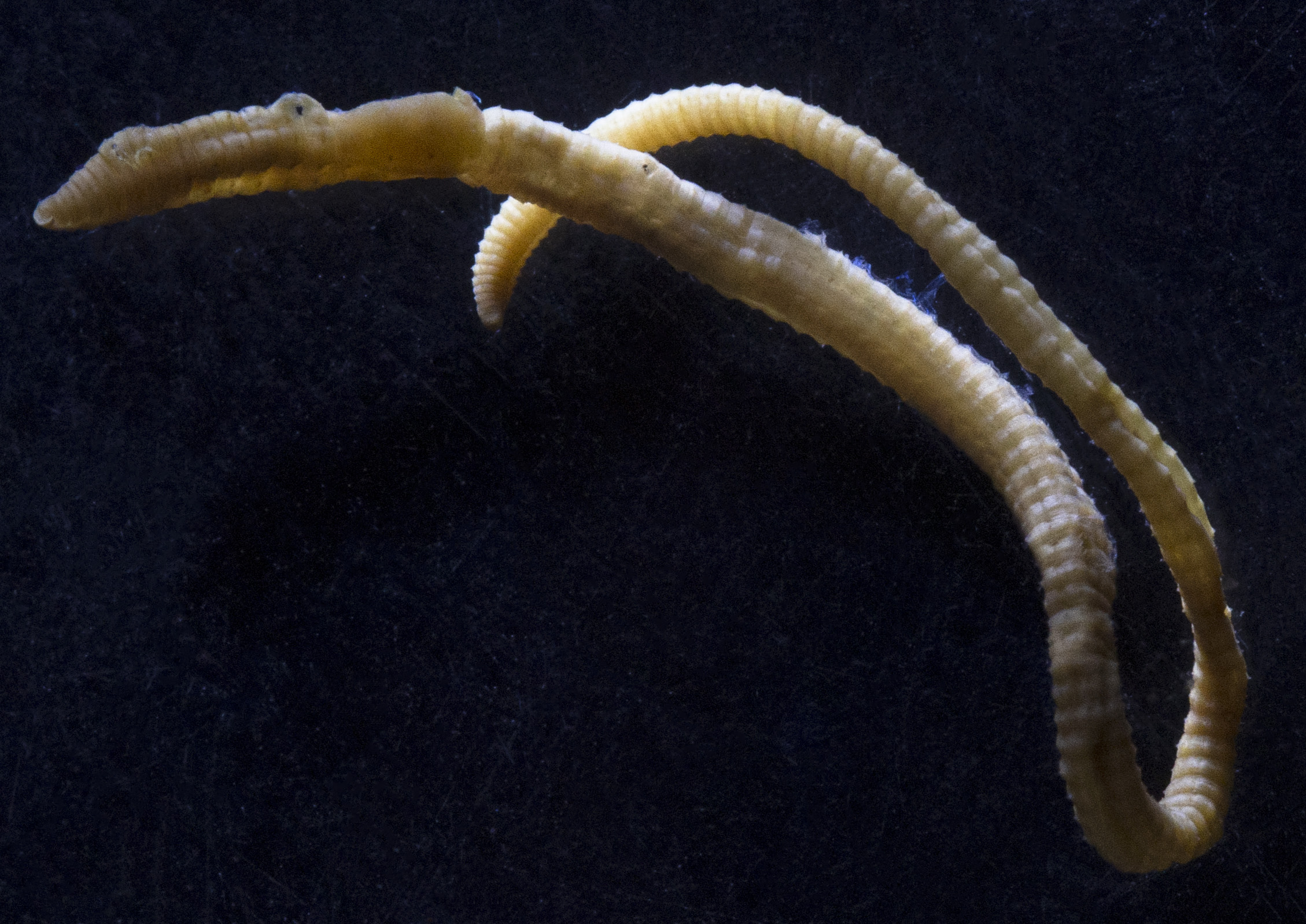
Hypolimnus pedderensis

Hypolimnus pedderensis — вимерлий вид дощових черв'яків.

## Зникнення
Він був ендемічним для району озера Педдер в Тасманії, Австралія, до його затоплення в 1972 році для гідроелектростанції.